# Ensemble Hauptstraße mit Leonhardsplatz

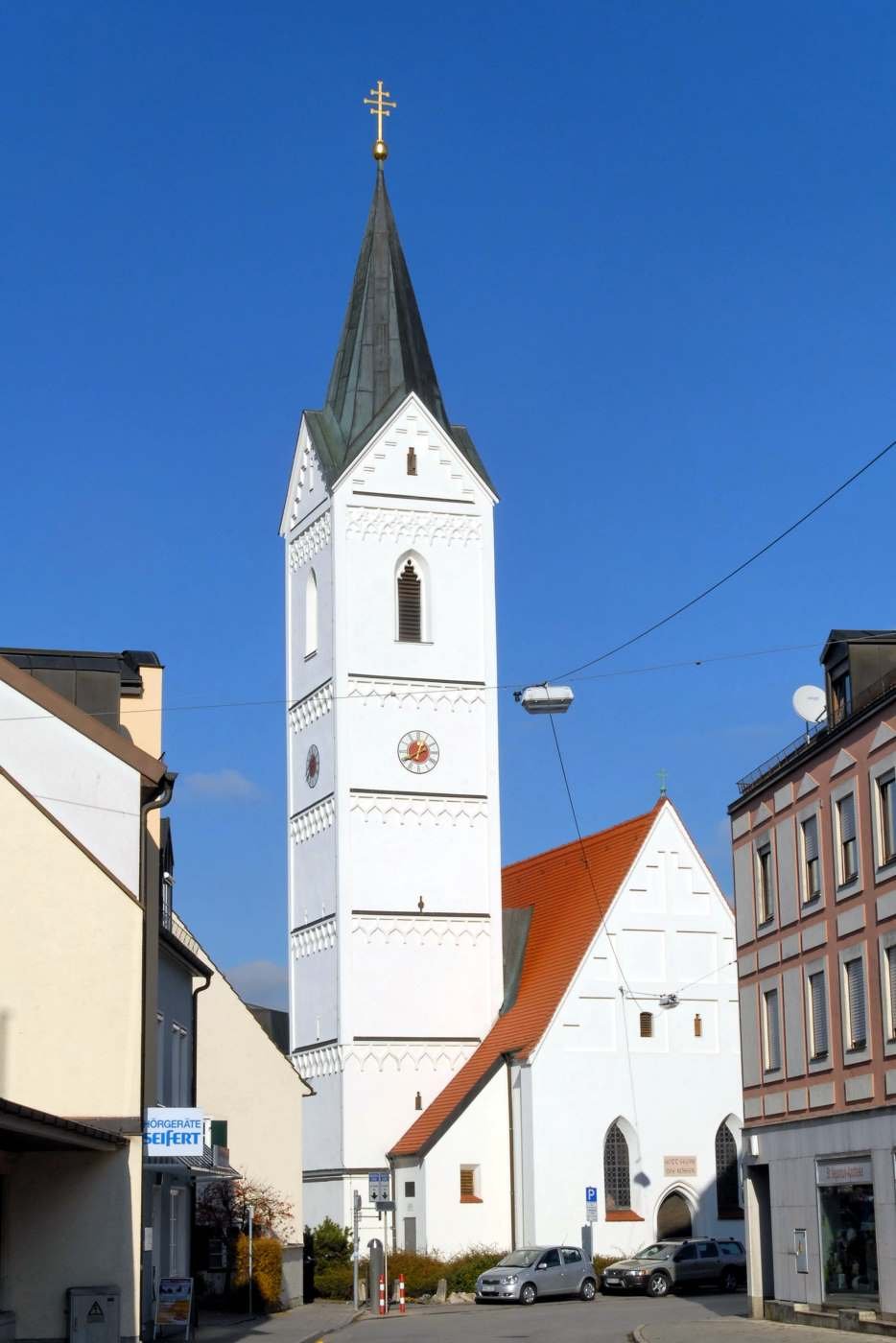
Kirche St. Leonhard

Das Ensemble Hauptstraße mit Leonhardsplatz umfasst den ältesten Ortskern der Stadt Fürstenfeldbruck in Oberbayern. Dessen planmäßige Anlage mit erweiterter Marktstraße, der heutigen Hauptstraße, entstand im 12./13. Jahrhundert. Der Markt wurde 1306 erstmals genannt.
Die Umgrenzung wird definiert durch die Hauptstraße 1, 25, 27, 28, 30–34, 36, die Ledererstraße 2 und den Leonhardsplatz 1–6.  
Die Hauptachse wird durch die Richtung der Brücke bestimmt, deren Endpunkte durch das heutige Rathaus und die Kirche St. Leonhard hervorgehoben sind. Die geschlossene Bebauung, die zum größten Teil aus dem 18./19. Jahrhundert stammt, wird durch die zahlreichen ehemaligen Gasthöfe (wie die Marthabräu und die Posthalterei Weiß) mit stattlichen Giebeln und Fassaden geprägt. Die übrigen Bürgerhäuser sind meist zu geschlossenen Fronten mit Putzgliederung zusammengebaut. 
Der Leonhardsplatz mit der freistehenden Kirche in der Mitte wird vorwiegend durch Einzelhäuser gleichen Charakters bestimmt, deren freie Lage zum Flussufer der Amper bezeichnend ist.

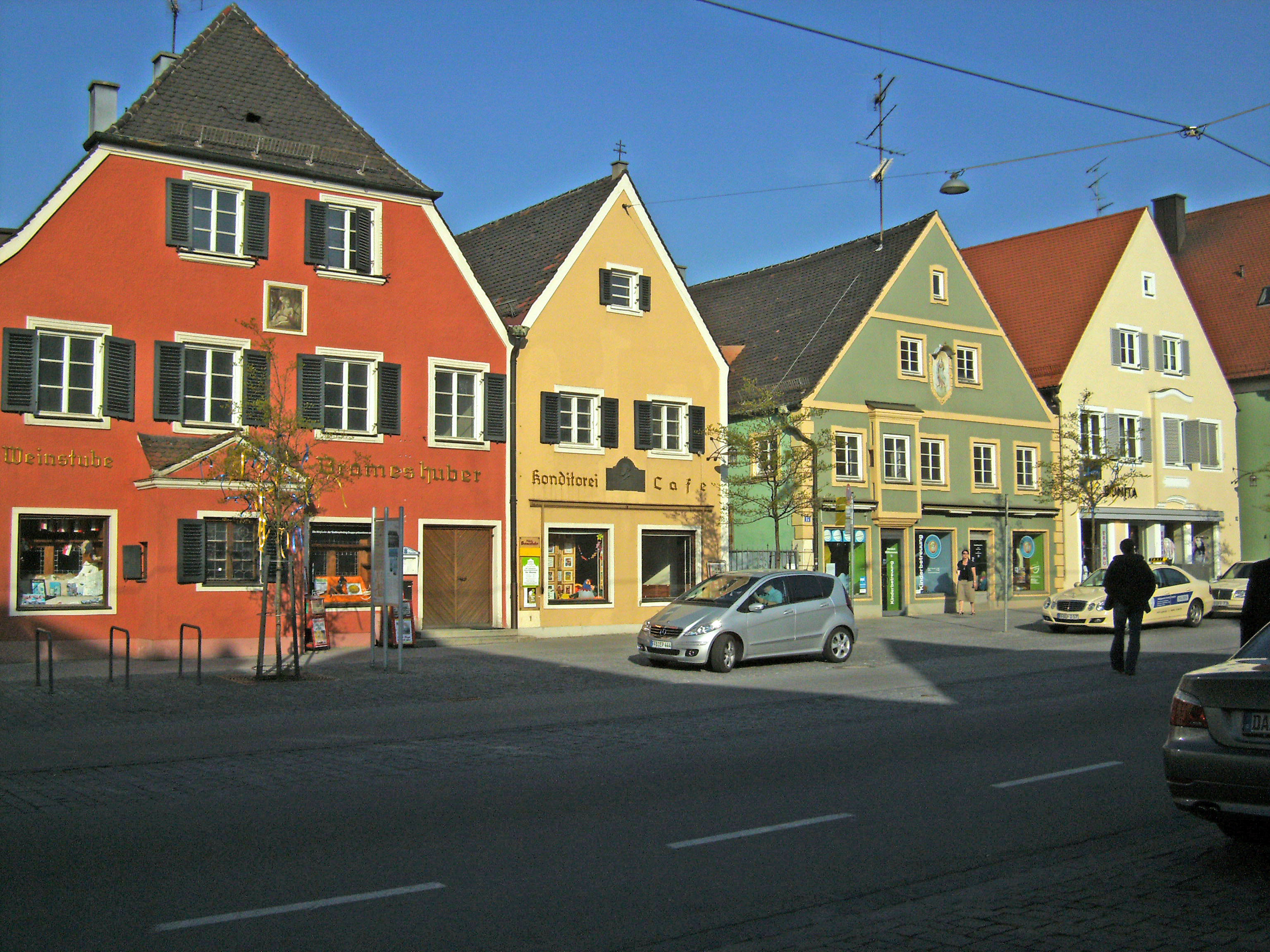
Bürgerhäuser Hauptstraße 13–19
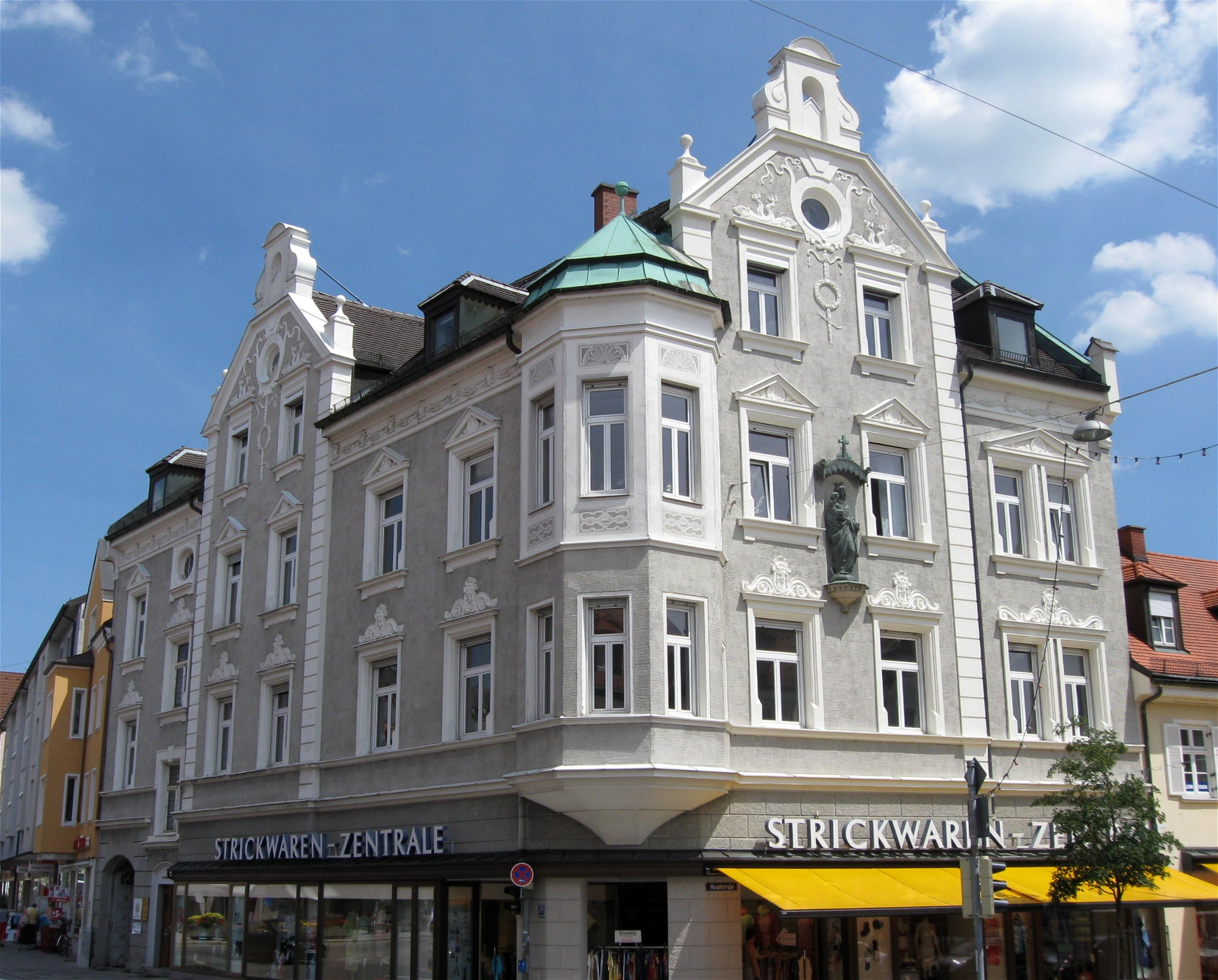
Hauptstraße 36
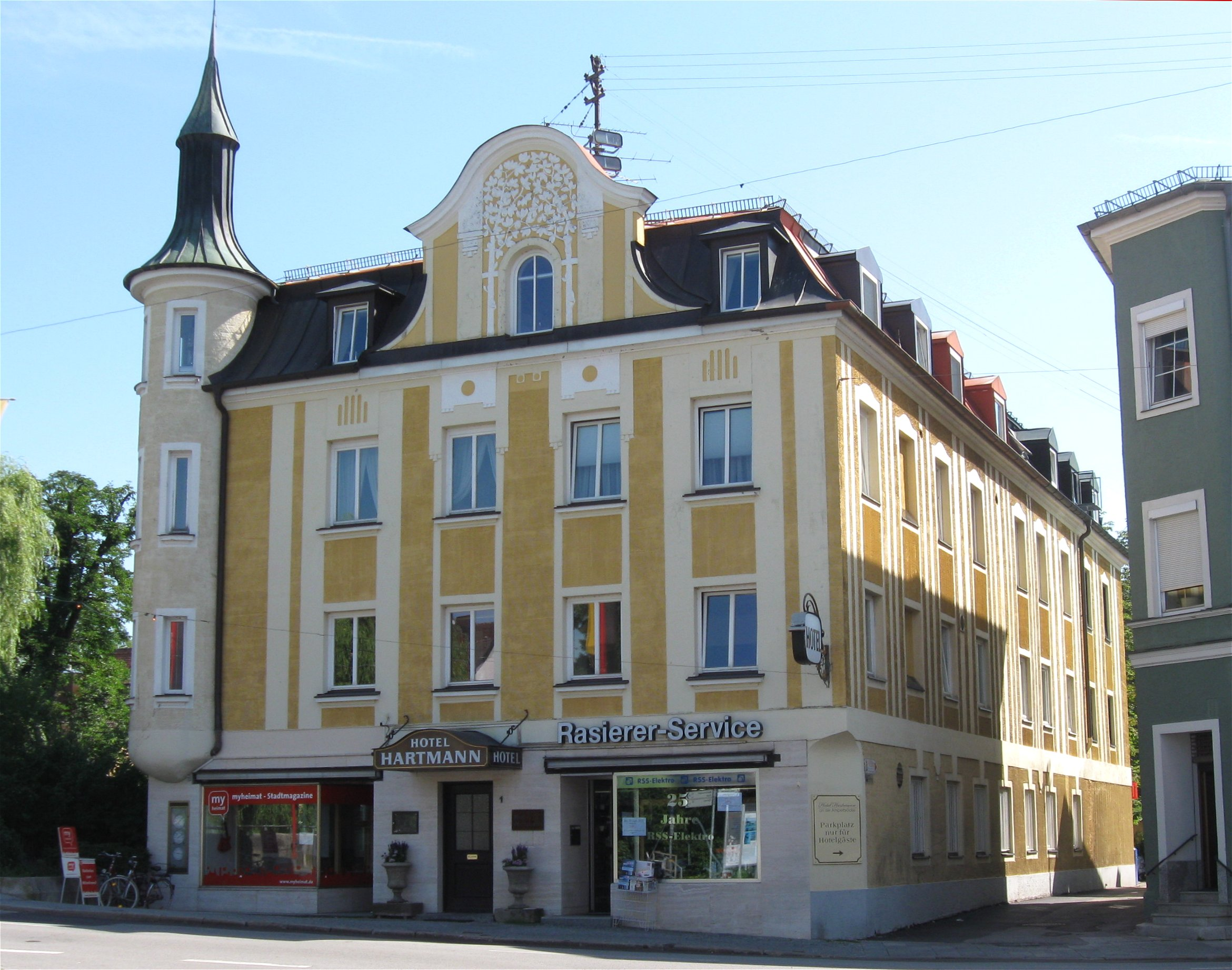
Leonhardsplatz 1
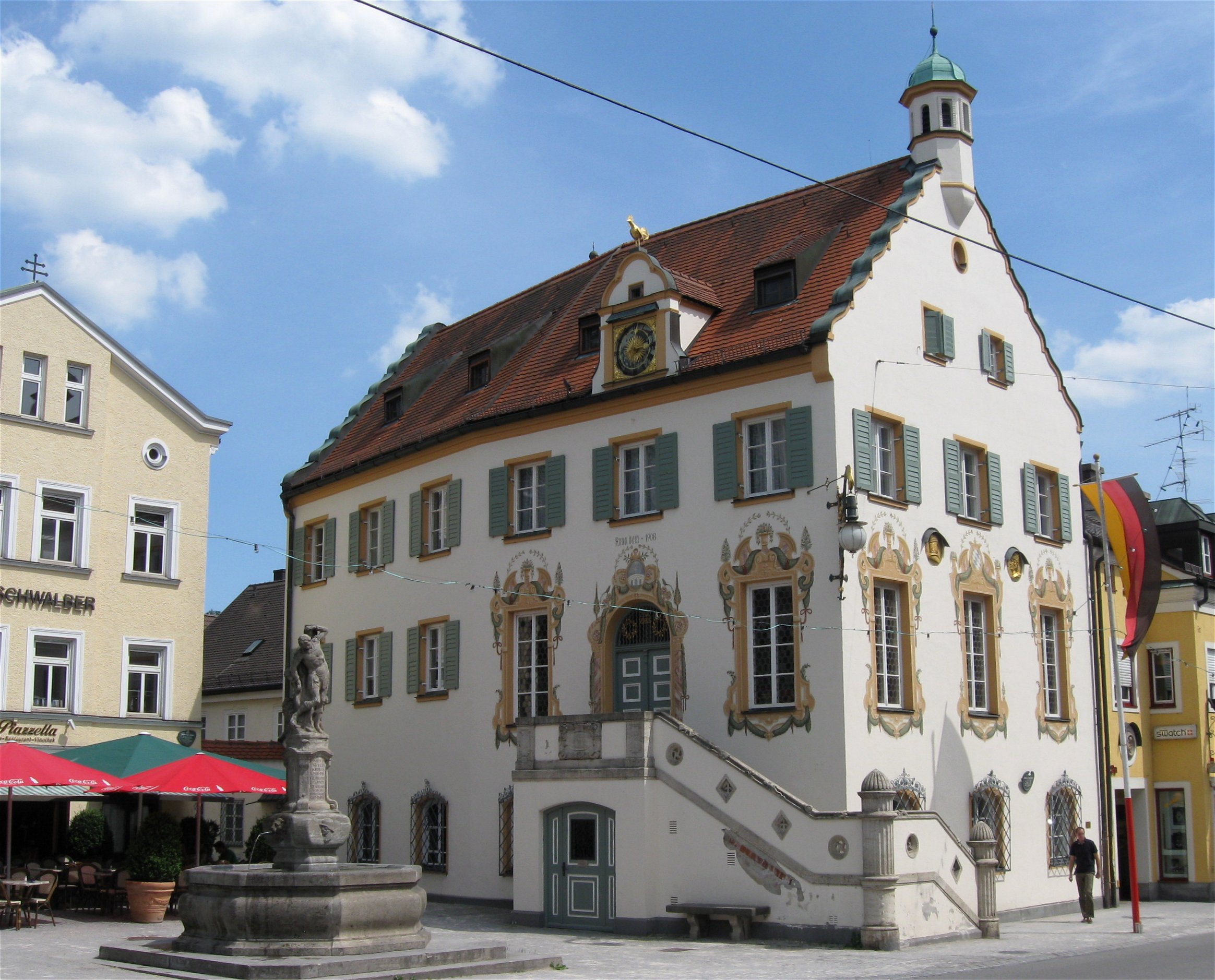
Altes Rathaus, Hauptstr. 4
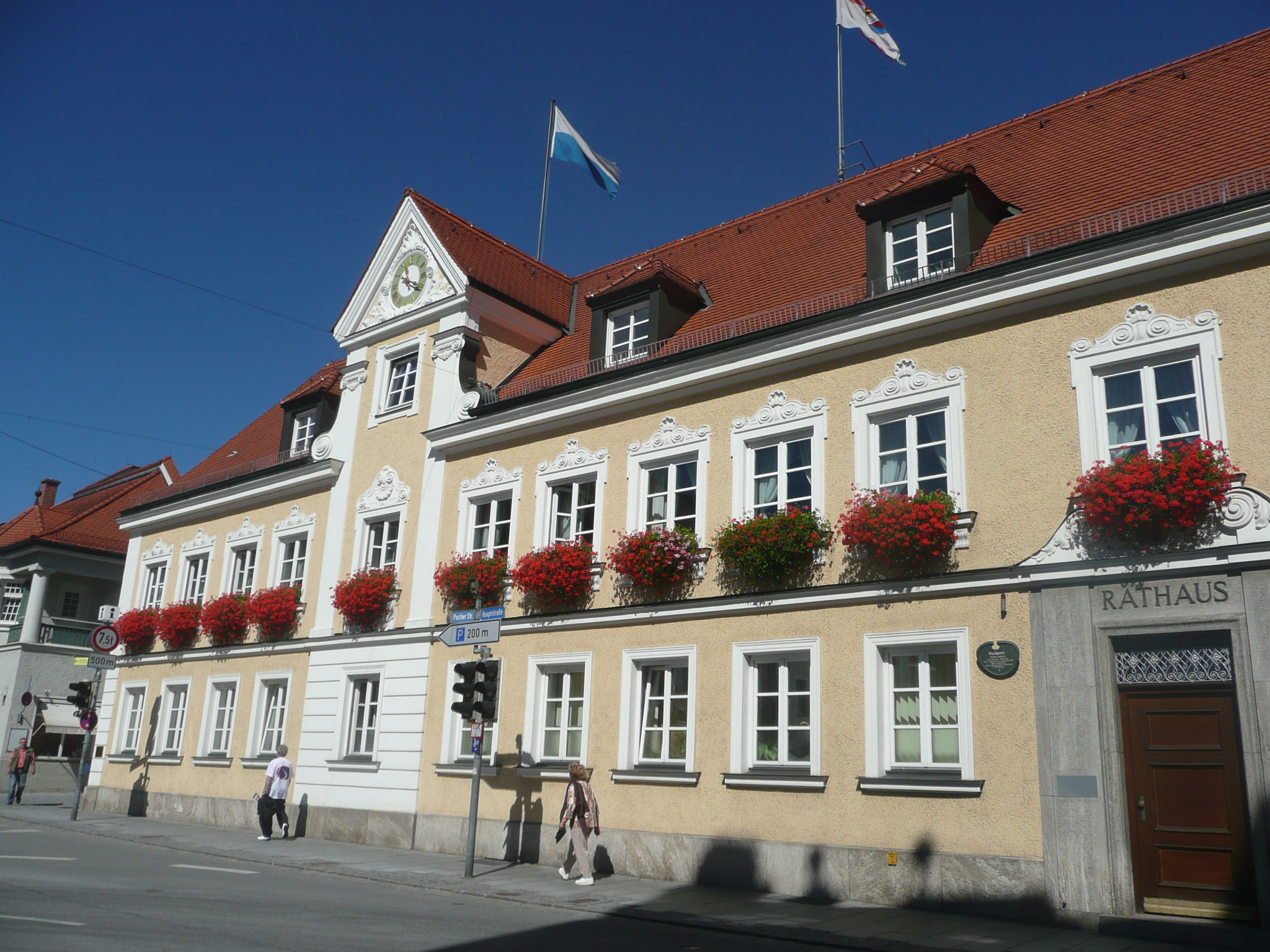
Neues Rathaus, Hauptstr. 31